# Denise Richards
Denise Lee Richards (n. 17 februarie 1971, Downers Grove⁠(d), Comitatul DuPage, Illinois, SUA) este o actriță americană și fost fotomodel. Ea a devenit celebră la sfârșitul anilor 1990, după o serie de filme care i-au pus în valoare sex appeal-ul, printre care Starship Troopers, Wild Things și The World Is Not Enough. Richards a fost alesă ca "Worst Supporting Actress" în 1999 la Razzie Awards pentru rolul ei în Wild Things și  The World Is Not Enough. În 2003 apare în Pur și simplu dragoste.

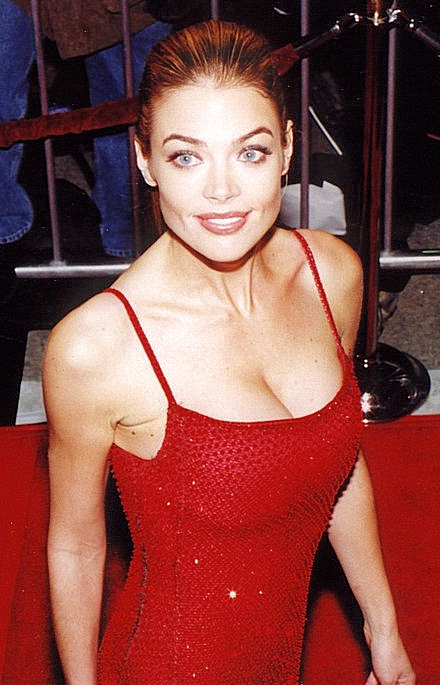
Denise Richards

## Filmografie
| An   | Titlu                      | Rol                           | Note |
| ---- | -------------------------- | ----------------------------- | --- |
| 1993 | Loaded Weapon 1            | Cindy                         | |
| 1994 | Tammy and the T-Rex        | Tammy                         | |
| 1994 | Lookin' Italian            | Elizabeth                     | |
| 1995 | 919 Fifth Avenue           | Cathy Damore                  | Film TV |
| 1995 | P.C.H.                     | Jess                          | Film TV |
| 1996 | In the Blink of an Eye     | Tina Jacobs                   | Film TV |
| 1996 | Pier 66                    | Colleen                       | Film TV |
| 1997 | Starship Troopers          | Carmen Ibanez                 | Nominalizare—Blockbuster Entertainment Award for Favourite Female Newcomer |
| 1997 | Nowhere                    | Jana                          | |
| 1998 | Wild Things                | Kelly Lanier Van Ryan         | Nominalizare—MFilm TV Award for Best Kiss shared with Neve Campbell and Matt Dillon\| |
| 1999 | The World Is Not Enough    | Dr. Christmas Jones           | Razzie Award for Worst Supporting Actress Nominalizare—Blockbuster Entertainment Award for Favorite Actress – Action Nominalizare—Razzie Award for Worst Screen Couple shared with Pierce Brosnan |
| 1999 | Drop Dead Gorgeous         | Rebecca 'Becky' Ann Leeman    | |
| 1999 | Tail Lights Fade           | Wendy                         | |
| 2001 | Good Advice                | Cindy Styne                   | |
| 2001 | Valentine                  | Paige Prescott                | |
| 2002 | Empire                     | Trish                         | |
| 2002 | Undercover Brother         | Penelope Snow/White She Devil | |
| 2002 | You Stupid Man             | Chloe                         | |
| 2002 | The Third Wheel            | Diana Evans                   | |
| 2003 | Scary Movie 3              | Annie Logan                   | cameo |
| 2003 | Love Actually              | Carla                         | Nominalizare—Phoenix Film Critics Society Award for Best Ensemble Acting |
| 2004 | I Do (But I Don't)         | Lauren Candell                | Lifetime television movie |
| 2004 | Whore                      | Rebecca                       | |
| 2005 | Edmond                     | B-girl                        | |
| 2008 | Blonde and Blonder         | Dawn St. Dom                  | |
| 2008 | Jolene                     | Marin Leger                   | |
| 2009 | Kambakkht Ishq             | Rolul propriei persoane       | Bollywood Film (Hindi) |
| 2009 | Deep in the Valley         | Autumn Bliss                  | |
| 2010 | Finding Bliss              | Bliss / Laura                 | |
| 2011 | Cougars, Inc.              | Judy                          | |
| 2011 | Freeloaders                | Rolul propriei persoane       | |
| 2012 | Madea's Witness Protection | Kate Needleman                | |
| 2012 | Blue Lagoon: The Awakening | Barbara Robinson              | Lifetime television movie |
| 2014 | Fatal Acquittal            | Nora Grant                    | |

### Televiziune
| An         | Titlu                             | Rol                        | Note |
| ---------- | --------------------------------- | -------------------------- | --- |
| 1991       | Married... with Children          | Girl #2                    | Kelly Does Hollywood: Part 2                                                                            |
| 1991       | Saved by the Bell                 | Cynthia                    | Slater's secret admirer, fakes drowning to be rescued by him.                                           |
| 1991       | Doogie Howser, M.D.               | Alissa                     | Doogie's date                                                                                           |
| 1992       | Beverly Hills, 90210              | Robin McGill               | Girl at Jackie and Mel's wedding.                                                                       |
| 1993       | Seinfeld                          | Molly Dalrymple            | Russell Dalrymple's daughter in season 4 episode "The Shoes". Credited as Denise Lee Richards.          |
| 1994       | Lois and Clark                    | Angela                     | Episode 30, "Season's Greedings"                                                                        |
| 1996       | Melrose Place                     | Brandi Carson              | 3-episode appearance                                                                                    |
| 1996       | Weird Science                     | Valerie                    | Episode 7, Funhouse of Death                                                                            |
| 2001       | Friends                           | Cassie Geller              | one-time Invitat, episode: The one with Ross's and Monica's cousin                                      |
| 2001       | Spin City                         | Jennifer Duncan            | 4 episoade: "Chinatown", "She's Gotta Habit", "Sleeping with the Enemy" and "A Tree Falls in Manhattan" |
| 2003–2004  | Two and a Half Men                | Lisa                       | Charlie Harper's favorite ex-girlfriend (in episodes "Merry Thanksgiving" and "Yes, Monsignor")         |
| 2005       | Sex, Love & Secrets               | Jolene Butler              | canceled after four episodes                                                                            |
| 2008– 2009 | Denise Richards: It's Complicated | Rolul propriei persoane    | |
| 2009       | Dancing with the Stars            | Rolul propriei persoane    | Eliminated week 3 with Maksim Chmerkovskiy                                                              |
| 2010       | Harry Loves Lisa                  | Rolul propriei persoane    | Guest Star                                                                                              |
| 2010–2011  | Blue Mountain State               | Debra Simon                | Cast member                                                                                             |
| 2011       | Hollywood Moms' Club              | Rolul propriei persoane    | |
| 2012       | 30 Rock                           | Rolul propriei persoane    | Invitat                                                                                                 |
| 2012       | Anger Management                  | Lori                       | Invitat                                                                                                 |
| 2012       | Kickin' It                        | Leona/The Black Belt Widow | Invitat                                                                                                 |
| 2012       | 90210                             | Gwen Thompson              | Invitat                                                                                                 |
| 2013–2014  | Twisted                           | Karen Desai                | Series regular                                                                                          |